# Huỳnh Thanh Tùng
Dans ce nom vietnamien, le nom de famille, Huỳnh, précède le nom personnel.
Huỳnh Thanh Tùng, né le 25 juillet 1996, est un coureur cycliste vietnamien.

## Palmarès et résultats

### Palmarès par année
- 2012
  - 2e du championnat du Viêt Nam sur route
- 2013
  - 2e du championnat du Viêt Nam sur route
- 2014
  - 3e du championnat du Viêt Nam du contre-la-montre
- 2015
  - 2e du championnat du Viêt Nam du contre-la-montre
- 2016
  -  Champion du Viêt Nam du contre-la-montre
  -  Médaillé d'argent du championnat d'Asie sur route espoirs
- 2017
  -  Médaillé de bronze du contre-la-montre par équipes aux Jeux d'Asie du Sud-Est
- 2018
  - 3e du championnat du Viêt Nam sur route

### Classements mondiaux
| Année         | 2015 | 2016 | 2017 |
| ------------- | ---- | ---- | ---- |
| UCI Asia Tour | 289e | 134e | 229e |